# Donumenta
Die donumenta ist ein Festival, das seit 2003 jährlich in Regensburg stattfindet und sich als „internationaler Ankerplatz für Kunst und Kultur der Donauländer“ versteht. Von 2003 bis 2011 zeigte das Festival die zeitgenössische Kunst jeweils eines Donau-Anrainerstaates als Gastland. 2012 erweiterten die privaten Macher den Fokus auf den gesamten Donauraum. Seit 2022 wird die donumenta von der Stadt Regensburg institutionell gefördert.

## Entstehung und Zweck
Die Geburtsstunde der donumenta war eine Kunstaktion zum Gedenken an die Balkankriege der 1990er Jahre am 13. September 2000, als unter der Regie der Regensburger Künstlerin Regina Hellwig-Schmid (* 1955) Friedensbotschaften von fast 2000 aus dem Donauraum stammenden Künstlerinnen und Künstlern in Regensburg als Flaschenpost in die Donau geworfen wurden. Zwei Jahre später gab sich das aus dieser Aktion heraus entstandene Netzwerk eine Vereinsstruktur und den Namen donumenta, der zugleich an die Kasseler documenta als auch an den durch Regensburg fließenden zentraleuropäischen Fluss Donau erinnert.
Das Festival sollte eine Schlüsselfunktion in der kulturellen Völkerverständigung nach der Öffnung des Eisernen Vorhangs 1989 zwischen Westeuropa und den mittel- und osteuropäischen Ländern ausüben, von denen viele an der Donau liegen. Viele Künstler bekamen erstmals die Möglichkeit, ihre Werke in Deutschland zu präsentieren. Die Auswahl der Gastländer orientierte sich an den Donauanrainerstaaten. Gastländer waren 2003 die Ukraine, 2004 die Republik Moldau, 2005 Bulgarien, 2006 Österreich, 2007 Rumänien, 2008 Kroatien, 2009 Slowakei, 2010 Ungarn und 2011 Serbien. 2012 präsentierte das Festival im Zuge einer Neuausrichtung, die sich an der Strategie der Europäischen Union für den Donauraum orientiert, aktuelle Kunst aus vierzehn Donauländern.

## Durchführung
Die donumenta findet jährlich im Herbst in Regensburg statt. Die Initiatorin Hellwig-Schmid wurde für ihr Engagement mehrfach ausgezeichnet: Sie war Frau Europas 2004 und erhielt unter anderem 2006 die Medaille für besondere Verdienste um Bayern in einem Vereinten Europa und 2020 den Bayerischen Kulturpreis. In Zusammenarbeit mit Kuratoren aus dem jeweiligen Gastland wurden jährlich von 2003 bis 2011 Ausstellungen zu verschiedenen Kunstformen, Lesungen, Konzerte, Tanz und Theater präsentiert. Partner der donumenta sind unter anderen das Kunstforum Ostdeutsche Galerie, verschiedene Lehrstühle der Universität Regensburg, das Goethe-Institut, der Verband deutscher Schriftsteller und weitere Organisationen sowohl aus Regensburg als auch darüber hinaus. Seit 2022 wird die donumenta von der Stadt Regensburg institutionell gefördert.

## donumenta 2003, Gastland Ukraine
Die donumenta 2003 fand vom 23. September bis zum 9. November statt. Mehrere Ausstellungen, beginnend mit „Krimsekt, Tschernobyl, Klitschkobrüder – Vom Alltag in der Ukraine und der Suche nach kultureller Identität“, weiter zu Malerei, Fotografie, Performance, Installation und Mixed Media, vermittelten den Besuchern einen Eindruck zeitgenössischer ukrainischer Kunst. Ein Filmprogramm, Lesungen ukrainischer Schriftsteller, eine Konzertreihe, eine DanceNight sowie ein Kochkurs-Seminar „Ukrainische Küche – herzhaft und bodenständig“ rundeten das Programm ab. Schirmherren waren Emilia Müller (MdEP) und der Regensburger Oberbürgermeister Hans Schaidinger.

## donumenta 2004, Gastland Moldau
Die donumenta 2004 fand vom 1. Oktober bis zum 14. November statt. Schirmherrin war Viviane Reding, EU-Kommissarin für Bildung und Kultur.

## donumenta 2005, Gastland Bulgarien
Die donumenta 2005 fand vom 30. September bis 30. Oktober 2005 in den Räumen der Städtischen Galerie „Leerer Beutel“ und des Historischen Museums Regensburg statt. Hinzu kamen erstmals Installationen im öffentlichen Raum in Regensburg. Die Ausstellung „Bulgarien. Lebensgeschichten, Lebenswandel, Lebensentwürfe“, die in Kooperation mit dem Lehrstuhl für Vergleichende Kulturwissenschaft der Universität Regensburg realisiert wurde, zeigte über ein personalisiertes Konzept problemorientiert alltägliche nationale Identifikationsfiguren, Lebensentwürfe und Lösungsstrategien.

## donumenta 2006, Gastland Österreich
Die donumenta 2006 fand vom 22. September bis 15. Oktober 2006 unter dem Motto „Bytes & Bodies - von realen Körpern in digitalen Räumen“ in der Städtischen Galerie „Leerer Beutel“ und im öffentlichen Raum statt. Auf Einladung der donumenta wurden Werke der ars electronica aus Linz gezeigt, die eine große Partizipation und Interaktion der Besucher ermöglichten.

## donumenta 2007, Gastland Rumänien
Mit Bildern, Fotografien, Videos und Installationen wurden Politik und Alltag nähergebracht. Eine besondere Ausstellung galt dem ehemaligen Siebenbürgen. Maria Baroncea inszenierte modernen Tanz,  Trompeter Emil Bizga brachte ein Jazzkonzert und die Figur Dracula war Gegenstand von Film und Vortrag.

## donumenta 2008, Gastland Kroatien
Die donumenta 2008 fand vom 26. September 2008 bis 6. November 2008 statt. Die Schirmherrschaft übernahmen
Ján Figel’, Europäischer Kommissar für allgemeine und berufliche Bildung, Kultur und Jugend
Emilia Müller, Bayerische Staatsministerin für Wirtschaft, Infrastruktur, Verkehr und Technologie
Mag. Božo Biškupić, Minister für Kultur der Republik Kroatien und
Hans Schaidinger, Oberbürgermeister der Stadt Regensburg

## donumenta 2009, Gastland Slowakei
Die donumenta 2009 fand vom 20. September 2009 bis 8. November 2009 statt. Sie umfasste vier Ausstellungen:
im Kunstforum Ostdeutsche Galerie, in der Städtischen Galerie Leerer Beutel, die European Open Air Gallery im gesamten Stadtgebiet und eine Fotodokumentation im Südost-Institut im Wissenschaftszentrum Ost- und Südosteuropa Regensburg.

## donumenta 2010, Gastland Ungarn
Die donumenta 2010 präsentierte vom 16. September bis 6. November 2010 an mehreren Ausstellungsorten unter dem Titel „Liberation Formula“. aktuelle Kunst aus Ungarn. Gabriele Ingenthron schrieb am 17. September 2010 für den Donaukurier: „...Selten war die Kluft zwischen der Qualität zeitgenössischer Kunstproduktion und ihrer internationalen Anerkennung so groß wie bei der ungarischen Kunst-Schau. Eine unbedingt sehenswerte Ausstellung...“

## donumenta 2011, Gastland Serbien
Die donumenta 2011 präsentierte unter dem Titel Views:Visions – sketches of Serbian art after 2000 vom 15. September bis 5. November 2011 aktuelles, zeitgenössisches Kunst- und Kulturschaffen Serbiens. Vom 20. bis 22. Oktober fand in diesem Rahmen das internationale Symposium „Donau – wohin? Die Zukunft einer Wiege europäischer Kultur“ statt.

## donumenta 2012, Jubiläumsausstellung
Vom 28. September bis 24. November präsentiert das Festival unter dem Titel „14 × 14 - Vermessung des Donauraumes. Positionen aktueller Kunst“. Werke von 14 Künstlern aus dem gesamten Donauraum.

## Weitere Ausgaben
Auch in den zehn Jahren zwischen 2012 und 2022 fanden einige weniger beachtete Ausstellungen statt. 2022 wurde das Festival auch finanziell Teil des Regensburger Stadtmarketings. Für die Ausgabe 2023 wurde mit Rona Kopeczcy (* 1983), einer serbischen Staatsbürgerin ungarischer Herkunft, die an der Sorbonne promoviert hat, wieder eine hochkarätige Kuratorin gewonnen.